# Flassans-sur-Issole
Ne doit pas être confondu avec Flassan.
Flassans-sur-Issole [flasɑ̃ syʁ isɔl] est une commune française située dans le département du Var en région Provence-Alpes-Côte d'Azur.

## Géographie

### Localisation
Flassans-sur-Issole est un village du centre Var, situé à 5 km de Besse-sur-Issole, 8 km de Cabasse, 9 km de Gonfaron et Pignans, 11 km de Le Luc et 15 km de Brignoles.
La commune se partage avec sa voisine du nord, Cabasse, l'ancienne commune de Candumi  (ou Candumy, Campdumy), matérialisée aujourd'hui par des hameaux et domaines agricoles situés de part et d'autre de l'autoroute A8 et marquant la limite entre les deux communes.

#### Lieux-dits
"Ville", Saint-Michel, Saint-Bernard, l'Église, les Boyer, le Colombier, Saint-Benoît, Campdumy (Grand et Petit), les Ferrages, Grande-Bastide,, Pique-Roque, Saint-Aquilée, la Seigneurie, Saint-André, Bastide-Neuve, Peyrassol, Vaubereau, Pied-Gros, la Rouvière, Saint-Charles, Jauffret, Saint-Martin, le Défends, Saint-Baillon, Maunier, Rouvède, le Peyron, Mauvais-Plan, Barrièras, Bédin, le Lac, l'Aubréguière, le Coudonnier, Carteresse, les Prieurs, les Agus, Bayonny.
| Brignoles        | Cabasse             |          |
| Camps-la-Source  | Flassans-sur-Issole | Le Luc   |
| Besse-sur-Issole | Pignans             | Gonfaron |

### Géologie et relief
La commune se compose de 391,85 hectares de territoires artificialisés (8,72 %), 1 403,39 hectares de territoires agricoles (31,23 %) et 2 698,38 hectares de forêts et milieux semi-naturels (60,04 %)..
Espaces naturels :
- Trois espaces protégés hors Natura 2000 :

Lac Redon
Mare de Bayonny
Lacs Temporaires De Gavoty, Redon Et Bayonny
- Un espace protégé Natura 2000 :

Marais de Gavoty - lac de Bonne Cougne - lac Redon.
- Six zones naturelles d'intérêt écologique, faunistique et floristique (Znieff) :

Redon.
Ripisylves et annexes des vallées de l'Issole et du Caramy.
Dépression de Bayonny.
Dépression de l'Aubreguière.
Dépression de Rouvède.
Dépressions et collines du Centre Var.
Le projet de tracé proposé dans le cadre de l'étude du tracé de la LGV PACA, finalement abandonné, a mis en évidence les enjeux paysagers qui auraient pu être mis en cause.

### Sismicité
La commune est située en zone de sismicité 2 faible.

### Hydrographie et les eaux souterraines
Cours d'eau sur la commune ou à son aval :
- rivière l'Issole,
- vallon de Roudaï,
- vallat du Coudounier.
- Le lac Redon :

C'est un lac dit temporaire, il est inondé seulement à certaines périodes de l'année, après de fortes pluies, puis est soumis à de longues périodes de sécheresse, le plan d'eau ressemble alors à une prairie. Le lac Redon, comme le lac de Bonne Cougne et le lac Gavoty (respectivement à Gonfaron et Besse-sur-Issole) a été cédé au conservatoire du littoral par ses propriétaires, afin de préserver cet espace unique et la flore qui l'habite. On peut citer l'Armoise de Molinier qui est l'espèce emblématique des lacs Gavoty et Redon. Ce sont les deux seuls sites connus au monde qui hébergent cette plante, découverte en 1966 par hasard.

#### Alimentation en eau
Le secteur « Ouest Cœur de Var » regroupe six communes (Cabasse, Flassans-sur-Issole, Besse-sur-Issole, Puget-Ville, Carnoules et Pignans).

### Climat
Pour des articles plus généraux, voir Climat de Provence-Alpes-Côte d'Azur et Climat du Var.
En 2010, le climat de la commune est de type climat méditerranéen franc, selon une étude du Centre national de la recherche scientifique s'appuyant sur une série de données couvrant la période 1971-2000. En 2020, Météo-France publie une typologie des climats de la France métropolitaine dans laquelle la commune est exposée à un climat méditerranéen et est dans une zone de transition entre les régions climatiques « Provence, Languedoc-Roussillon » et « Var, Alpes-Maritimes ». 
Pour la période 1971-2000, la température annuelle moyenne est de 13,7 °C, avec une amplitude thermique annuelle de 15,6 °C. Le cumul annuel moyen de précipitations est de 797 mm, avec 6,7 jours de précipitations en janvier et 2,2 jours en juillet. Pour la période 1991-2020, la température moyenne annuelle observée sur la station météorologique de Météo-France la plus proche, « Le Luc », sur la commune du Cannet-des-Maures à 10 km à vol d'oiseau, est de 15,5 °C et le cumul annuel moyen de précipitations est de 832,3 mm. 
La température maximale relevée sur cette station est de 42,7 °C, atteinte le 7 juillet 1982 ; la température minimale est de −17 °C, atteinte le 12 février 1956,,. 
Les paramètres climatiques de la commune ont été estimés pour le milieu du siècle (2041-2070) selon différents scénarios d'émission de gaz à effet de serre à partir des nouvelles projections climatiques de référence DRIAS-2020. Ils sont consultables sur un site dédié publié par Météo-France en novembre 2022.

### Voies de communications et transports

#### Voies routières
La commune est traversée au nord par l'autoroute A8, mais ne possède que des aires de repos, Roudaï (sens Aix-Nice) et Candumy (sens Nice-Aix). Les sorties autoroutières les plus proches sont la 35 (Brignoles) sur l'autoroute A8, et la 13 (le Cannet-des-Maures) sur l'autoroute A57, toutes deux à 15 kilomètres environ de Flassans.
La route nationale 7 traversait le centre de la ville, mais elle est désormais déviée au nord de celui-ci, l'accès au centre-ville se faisant par un rond-point et deux carrefours "à l'Indonésienne".
|
Le réseau départemental dessert la commune par les routes départementales 13 (en provenance de Besse-sur-Issole) et de Cabasse), 15 (en provenance de Forcalqueiret), 39 (en provenance de Cabasse et de Gonfaron, et 78 (en provenance de Pignans).
Il y a également la D139, ancien tronçon de la nationale 7, avant déviation, et reliant désormais une section du centre-ville reprise par la D39 à celle-ci.
Les routes D39 et D78 permettent ainsi d'explorer le massif des Maures; les D13 et D15, la vallée de l'Issole , le plateau de Thèmes et la barre de Saint-Quinis, lointains prolongements du massif de la Sainte-Baume ou l'Issole prend sa source; enfin la D13 et la D39 en direction de Cabasse permettent d'explorer le massif du Bessillon, cousin de la Sainte-Baume et lointain prolongement du massif de la Sainte-Victoire.

#### Transports en commun
- Transport en Provence-Alpes-Côte d'Azur

La commune bénéficie du réseau départemental Varlib, réseau régional des Transports Zou.

## Histoire

### Origines
Vraisemblablement, le nom provient de celui d'un propriétaire terrien de l'époque gallo-romaine possédant un domaine sur les rives de l'Issole traversant la commune. D'après Auguste Longnon, Flassans viendrait de Flaccianus, de Flaccius, personnage dont la juridiction devait s'étendre sur les lieux actuels, suivi du suffixe latin de propriété -anum.
Nous ne connaissons pas le nom gaulois indigène antérieur que ce pays devait porter.
Pourtant des fouilles ont mis au jour les preuves d'une occupation humaine très ancienne en divers endroits de son territoire, et ce, depuis les temps préhistoriques : silex de l'âge du bronze, recueillis sur les berges de l'Issole, oppidum avec céramiques et vestiges de cabanes sur la colline de Maunier, villa gallo-romaines à la Grande-Bastide, au Coudonnier, à Saint-Baillon, à Saint-André, à la Seigneurie, au Petit Campdumy, sépultures à tegulæ, pièce de pressoir à huile, urnes cinéraires, etc. en différents sites.
Il semble indubitable, d'autre part, que les domaines actuels de Pique-Roque, de Saint-Martin, de l'Aubréguière, de Rouvède, de Campagne-Neuve et autres ont succédé aux fundi (domaine agricole de l'époque gallo romaine, rassemblé autour d'une "villa") des temps gallo-romains et mérovingiens avec leurs bonnes terres et leurs sources abondantes.
Ce ne sera qu'au Moyen Âge que, à la suite des troubles et des incursions barbares ayant apporté l'insécurité, des forteresses féodales s'établiront sur des hauteurs choisies et offriront leur refuge, quand habitants de la plaine et des fermes d'alentour en sentiront le besoin. C'est ce que nous nommons aujourd'hui le Vieux-Flassans, ou "Ville",

### La fin de l'Empire romain
À partir du Ve siècle, fin de l'Empire romain du fait du passage plus ou moins définitif des peuplades germaniques, la provincia gallo-romaine ne connut pas de gros bouleversements politiques, contrairement à d'autres parties de l'ancien Empire romain, jusqu'aux invasions sarrasines (XIIe siècle). Mais en fait nous ne savons que très peu de choses sur la période allant du Ve au Xe siècle, sinon qu'il a dû y avoir une certaine permanence des institutions politiques issues de la période gallo-romaine (maintien du droit romain et de l'influence de l'église catholique romaine).
Concernant Flassans, jusqu'au Xe siècle environ, l'habitat semble avoir été très dispersé entre les grandes propriétés foncières établies sur les lieux des anciennes fundi gallo-romaine (Pique Roque, Rouvède…).

### Le haut Moyen Âge
À partir du IXe ou Xe siècle, la Provence a subi de grandes misères et de nombreux ravages et pillages. C'est certainement à cette période que les habitants de « Flacianis » se sont regroupés autour de la forteresse féodale, lieu aujourd'hui en ruine et appelé « ville » ou « Vieux Flassans ». Sur l'emplacement d'un oppidum romain, un poste de guet fut élevé au Xe siècle par Hugues d'Arles pour prévenir des incursions sarrasines, qui venaient de la côte et du massif des Maures où ils s'étaient installés.

### Les Templiers et les Hospitaliers
Commanderie de Peyrassol,: 
À l'emplacement de l'actuel domaine viticole se trouvait la maison de Peirasson. Située à environ quatre kilomètres au sud-est de Flassans, il s'agissait d'une ferme d'origine templière, dont il reste des vestiges de la chapelle, qui existait déjà au milieu du XIIIe siècle (elle serait antérieure à 1204). La « commanderie » était constituée des vestiges d'une chapelle, de logements, d'écuries, d'une aire à battre, d'un jardin, de puits, d'une grotte, d'une magnanerie, les vestiges d'un four à pain. La production de vin y est déjà constatée.
À la maison du Temple de Peirasson s'attachaient les noms de : Bernard de Montdragon, commandeur en 1256 ; Bernard de Revel, précepteur en 1296 ; Pierre Ricavi, précepteur en 1303 ; et Raymond des Angulis en 1308.
Du XIVe siècle au XIVe siècle, le domaine appartenait à la commanderie hospitalière de Beaulieu qui se trouvait sur la commune de Solliès-Pont. En 1631, le fermier reçut l'autorisation de construire un four à pain, aujourd'hui détruit. Le cadastre de 1812 ne mentionne pas la chapelle. Un puits porte la date 1891. Le domaine a subi des remaniements aux XIXe et XXe siècles.

### DuXIesiècleà la Révolution
À l'époque féodale, les Pontevès furent les premiers seigneurs de Flassans. À ce titre au XIVe siècle ils firent agrandir le château qui devint sous Jean de Pontevés, grand sénéchal de Provence, le quartier général des catholiques provençaux. Les protestants s'en emparèrent et le démantelèrent.
La mort de la reine Jeanne Ire ouvre une crise de succession à la tête du comté de Provence, les villes de l’Union d'Aix (1382-1387) soutenant Charles de Duras contre Louis Ier d'Anjou. Mais ce dernier, entre les mauvais souvenirs qu'il a laissé lors de sa tentative de conquête en 1368 et la confusion des premières années sur la réalité de la mort de Jeanne Ire, ne se rallie que peu de communautés. Le village de Flassans est conquis par le parti angevin au début de la guerre (avant 1385).
À partir du XVIIe siècle, les familles de Carcès et de Simiane, ont de nombreuses possessions foncières sur la commune.

## Politique et administration

### Intercommunalité
Flassans-sur-Issole est membre de la communauté de communes Cœur du Var de 37 829 habitants, créée en janvier 2002.
Les onze communes composant la communauté de communes en 2012 sont (par ordre alphabétique) :
- Besse-sur-Issole ;
- Cabasse ;
- Le Cannet-des-Maures ;
- Carnoules ;
- Flassans-sur-Issole ;
- Gonfaron ;
- Le Luc ;
- Les Mayons ;
- Pignans ;
- Puget-Ville ;
- Le Thoronet.

## Urbanisme

### Typologie
Au 1er janvier 2024, Flassans-sur-Issole est catégorisée bourg rural, selon la nouvelle grille communale de densité à sept niveaux définie par l'Insee en 2022.
Elle appartient à l'unité urbaine de Flassans-sur-Issole, une unité urbaine monocommunale constituant une ville isolée,. Par ailleurs la commune fait partie de l'aire d'attraction de Brignoles, dont elle est une commune de la couronne,. Cette aire, qui regroupe 10 communes, est catégorisée dans les aires de moins de 50 000 habitants,.

### Occupation des sols
L'occupation des sols de la commune, telle qu'elle ressort de la base de données européenne d’occupation biophysique des sols Corine Land Cover (CLC), est marquée par l'importance des forêts et milieux semi-naturels (60,1 % en 2018), en diminution par rapport à 1990 (62,7 %). La répartition détaillée en 2018 est la suivante : 
forêts (59,4 %), cultures permanentes (22,5 %), zones agricoles hétérogènes (6,6 %), zones urbanisées (5,2 %), espaces verts artificialisés, non agricoles (2,6 %), terres arables (1,4 %), zones industrielles ou commerciales et réseaux de communication (0,9 %), prairies (0,7 %), milieux à végétation arbustive et/ou herbacée (0,6 %). L'évolution de l’occupation des sols de la commune et de ses infrastructures peut être observée sur les différentes représentations cartographiques du territoire : la carte de Cassini (XVIIIe siècle), la carte d'état-major (1820-1866) et les cartes ou photos aériennes de l'IGN pour la période actuelle (1950 à aujourd'hui).

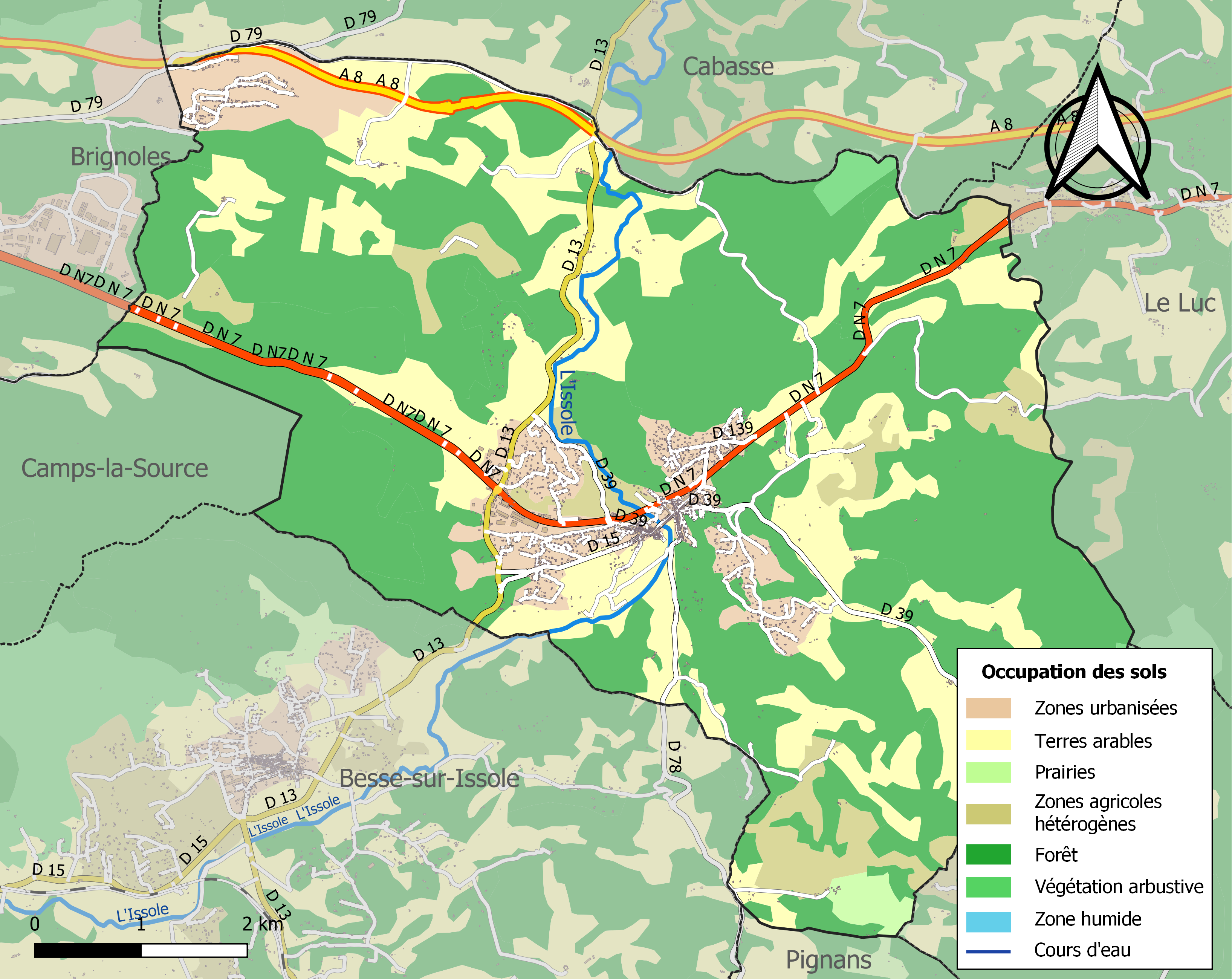
Carte des infrastructures et de l'occupation des sols de la commune en 2018 (CLC).

### Budget et fiscalité 2023
En 2023, le budget de la commune était constitué ainsi :
- total des produits de fonctionnement : 4 285 000 €, soit 1 174 € par habitant ;
- total des charges de fonctionnement : 3 326 000 €, soit 911 € par habitant ;
- total des ressources d’investissement : 818 000 €, soit 224 € par habitant ;
- total des emplois d’investissement : 958 000 €, soit 262 € par habitant.
- endettement : 684 000 €, soit 187 € par habitant.

Avec les taux de fiscalité suivants :
- taxe d’habitation : 13,39 % ;
- taxe foncière sur les propriétés bâties : 25,09 % ;
- taxe foncière sur les propriétés non bâties : 44,06 % ;
- taxe additionnelle à la taxe foncière sur les propriétés non bâties : 0,00 % ;
- cotisation foncière des entreprises : 0,00 %.

Chiffres clés Revenus et pauvreté des ménages en 2021 : médiane en 2021 du revenu disponible, par unité de consommation : 22 800 €.

## Économie

### Entreprises et commerces

#### Agriculture

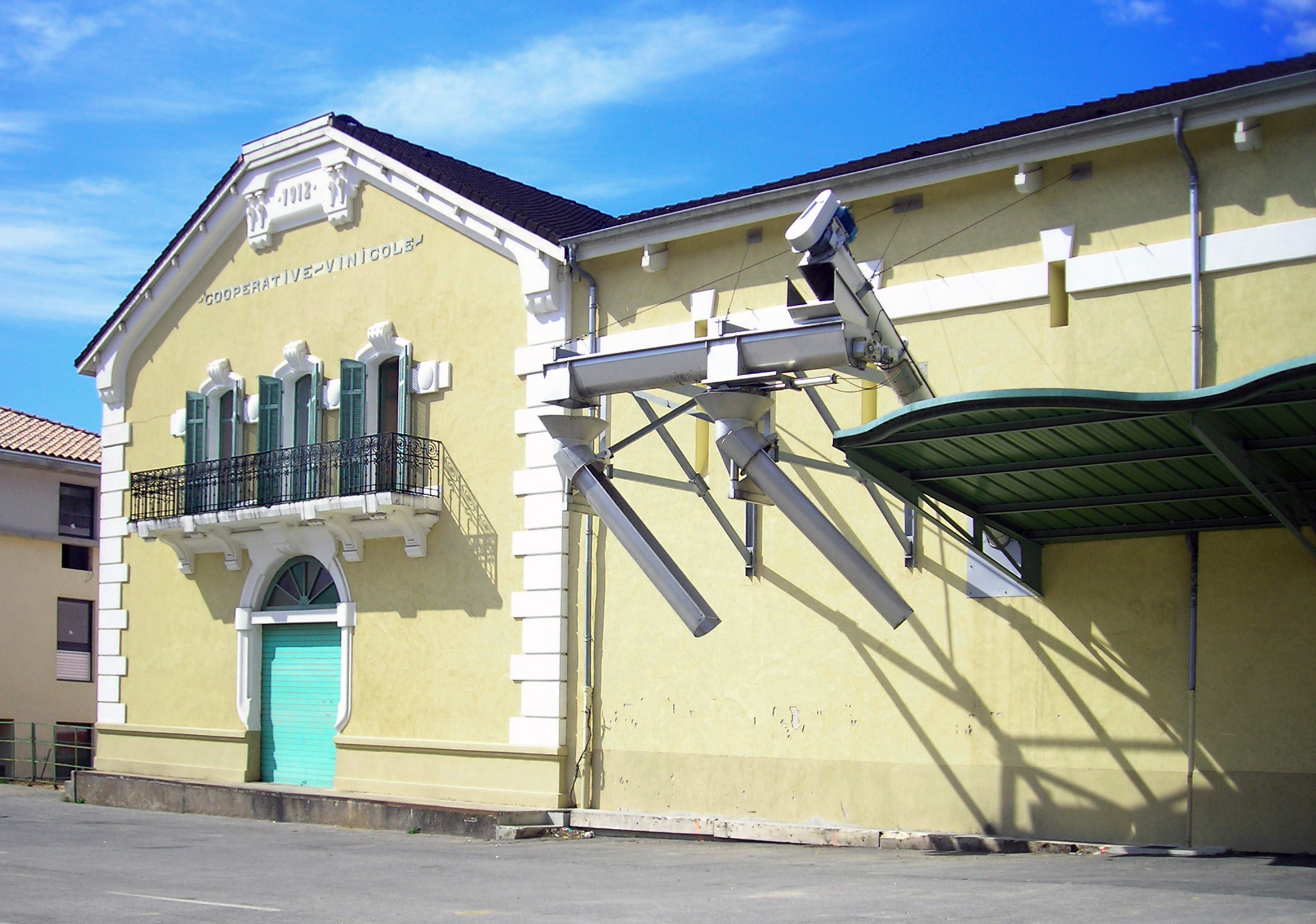
Coopérative vinicole.

- La coopérative vinicole :

Construction en 1912 (date portée sur la façade) d'après les plans de l'architecte Boyer par l'entrepreneur Mistre. Elle fut agrandie en 1925 d'après les plans des architectes Boyer et Bernard par les entreprises Mistre et Brunat. De nouveaux travaux furent effectués en 1935 par les entreprises Mistre et Michelfelder. Dans les années 1970 de nouvelles réceptions et cuves extérieures furent installées, par l'architecte Trouillou et l'entrepreneur Malamaire.
- Culture de la vigne.

#### Tourisme
- Gîtes ruraux.
- Hôtels.
- Chambres d'hôtes.
- Restauration.

#### Commerces
- Commerces et services de proximité[50].

### Liste des maires
| Période                                  | Période   | Identité          | Étiquette   | Qualité                                                          |
| ---------------------------------------- | --------- | ----------------- | ----------- | ---------------------------------------------------------------- |
| Les données manquantes sont à compléter. |           |                   |             |                                                                  |
| ?                                        | 1967      | Louis Magne       |             | Décédé en fonction                                               |
| 1967                                     | 1977      | Marcel Bonnet     | app.SFIO-PS | Viticulteur                                                      |
| mars 1977                                | mars 2008 | Paul Rougon       | DVD         | Viticulteur retraité Réélu en 1983, 1989, 1995 et 2001           |
| mars 2008                                | mai 2020  | Bernard Fournier  | UMP-LR      | Viticulteur 6e vice-président de la CC Cœur du Var Réélu en 2014 |
| mai 2020                                 | En cours  | Jean-Louis Portal | Div         | Viticulteur                                                      |

## Population et société

### Démographie

#### Évolution démographique
L'évolution du nombre d'habitants est connue à travers les recensements de la population effectués dans la commune depuis 1793. Pour les communes de moins de 10 000 habitants, une enquête de recensement portant sur toute la population est réalisée tous les cinq ans, les populations de référence des années intermédiaires étant quant à elles estimées par interpolation ou extrapolation. Pour la commune, le premier recensement exhaustif entrant dans le cadre du nouveau dispositif a été réalisé en 2004.

En 2022, la commune comptait 3 661 habitants, en évolution de +4,21 % par rapport à 2016 (Var : +4,98 %, France hors Mayotte : +2,11 %).
| 1793 | 1800 | 1806 | 1821  | 1831  | 1836  | 1841  | 1846  | 1851  |
| ---- | ---- | ---- | ----- | ----- | ----- | ----- | ----- | ----- |
| 954  | 878  | 868  | 1 026 | 1 254 | 1 267 | 1 440 | 1 460 | 1 598 |

| 1856  | 1861  | 1866  | 1872  | 1876  | 1881  | 1886  | 1891  | 1896  |
| ----- | ----- | ----- | ----- | ----- | ----- | ----- | ----- | ----- |
| 1 690 | 1 791 | 1 733 | 1 752 | 1 710 | 1 440 | 1 298 | 1 264 | 1 171 |

| 1901  | 1906  | 1911  | 1921 | 1926 | 1931 | 1936 | 1946 | 1954 |
| ----- | ----- | ----- | ---- | ---- | ---- | ---- | ---- | ---- |
| 1 154 | 1 103 | 1 049 | 931  | 947  | 925  | 846  | 834  | 858  |

| 1962 | 1968 | 1975 | 1982  | 1990  | 1999  | 2004  | 2006  | 2009  |
| ---- | ---- | ---- | ----- | ----- | ----- | ----- | ----- | ----- |
| 891  | 962  | 905  | 1 040 | 1 501 | 1 934 | 2 539 | 2 772 | 3 036 |

| 2014  | 2019  | 2022  | - | - | - | - | - | - |
| ----- | ----- | ----- | - | - | - | - | - | - |
| 3 424 | 3 564 | 3 661 | - | - | - | - | - | - |

### Enseignement
Établissements d'enseignements :
- École maternelle,
- École primaire,
- Collège à Besse-sur-Issole,
- Lycées à Brignoles.

### Santé
Professionnels et établissements de santé :
- Médecins à Flassans-sur-Issole, Besse-sur-Issole,
- Pharmacies à Flassans-sur-Issole, Besse-sur-Issole,
- Hôpitaux à Le Luc, Brignoles.
- Centre hospitalier de la Dracénie à 48 km.

### Cultes
- Culte catholique, Paroisse Notre-Dame de l'Assomption[57], Diocèse de Fréjus-Toulon.

## Culture locale et patrimoine

### Lieux et monuments

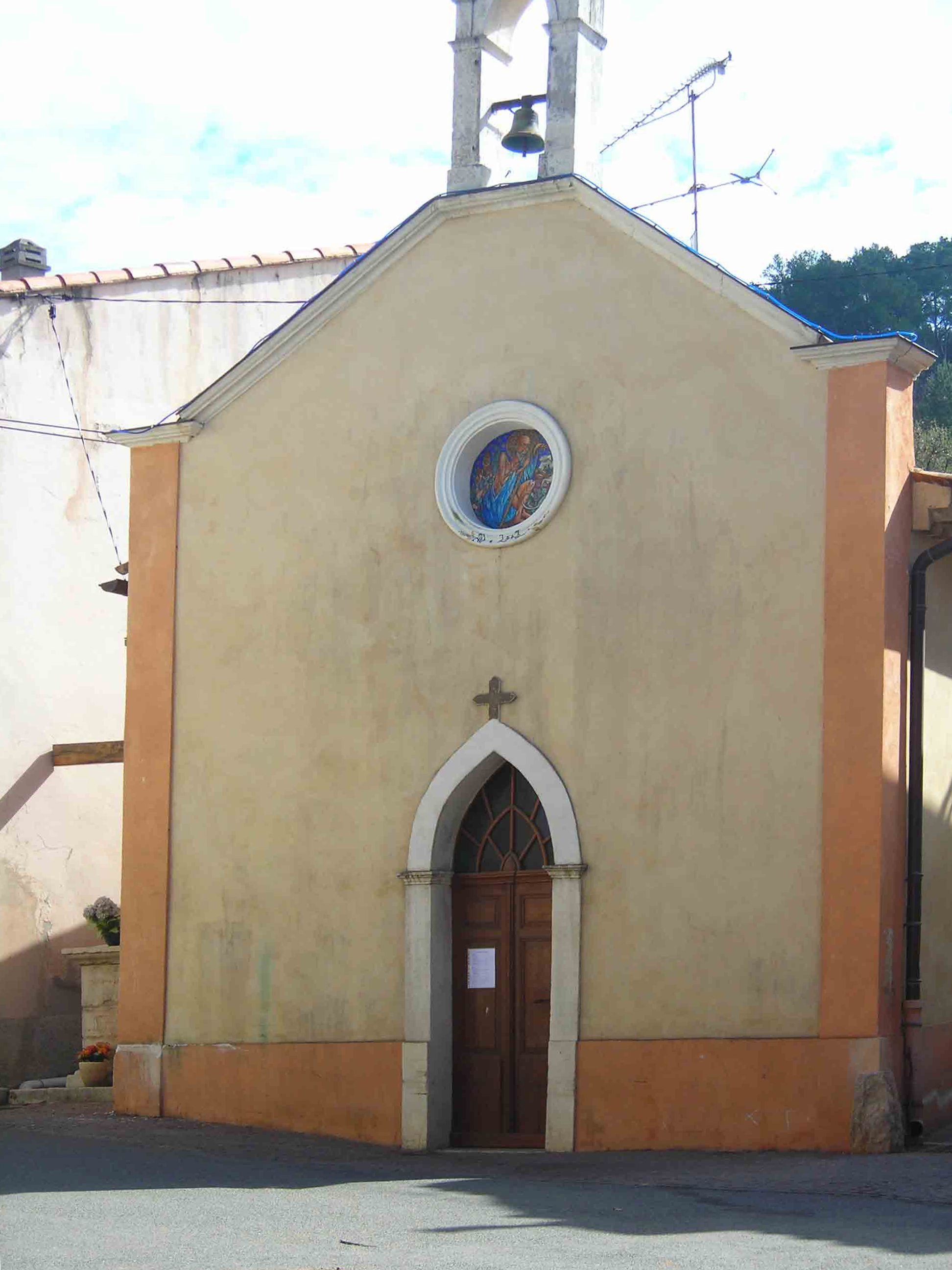
Façade chapelle Saint-Roch.
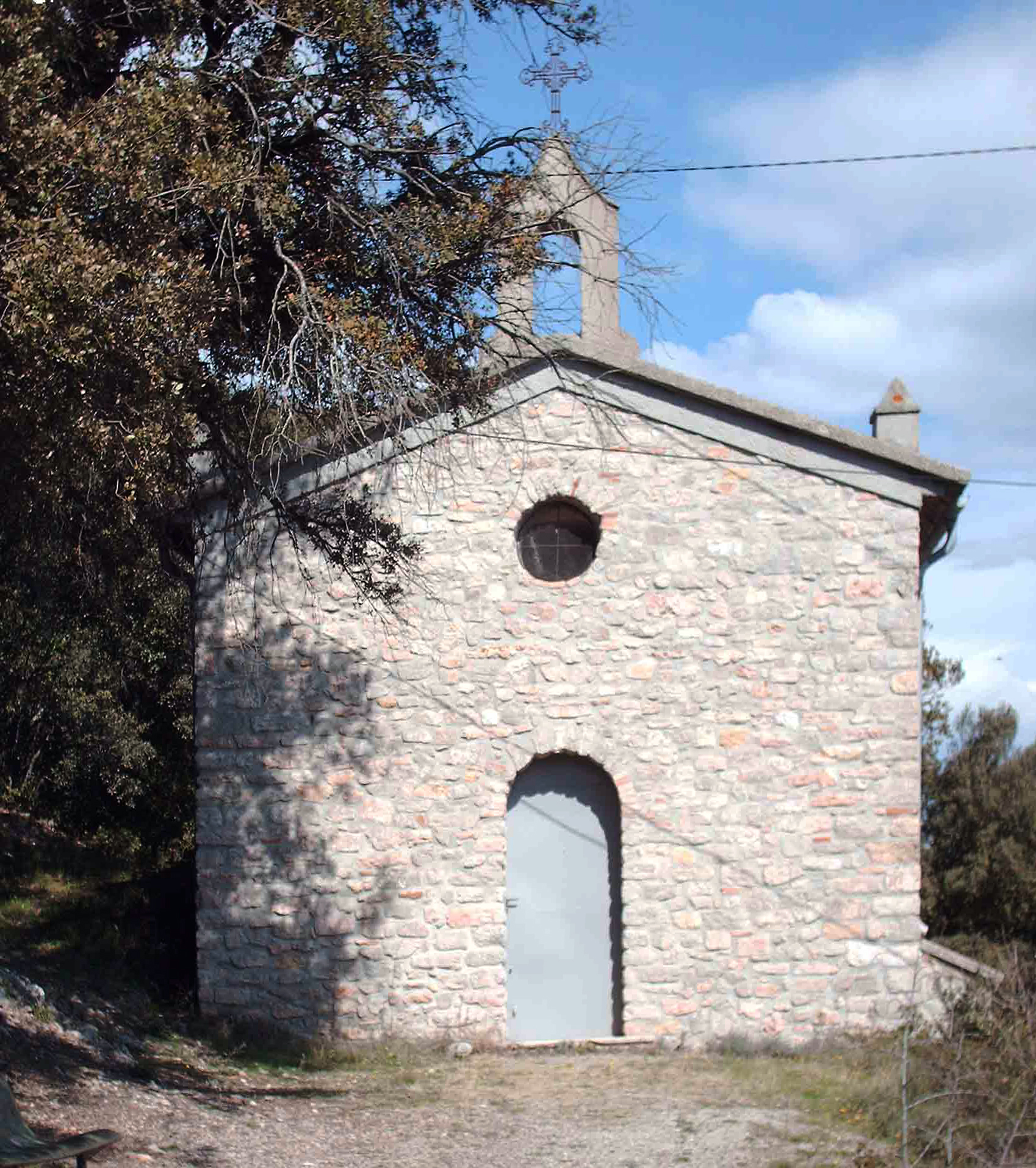
Façade chapelle Notre-Dame-de-Consolation.
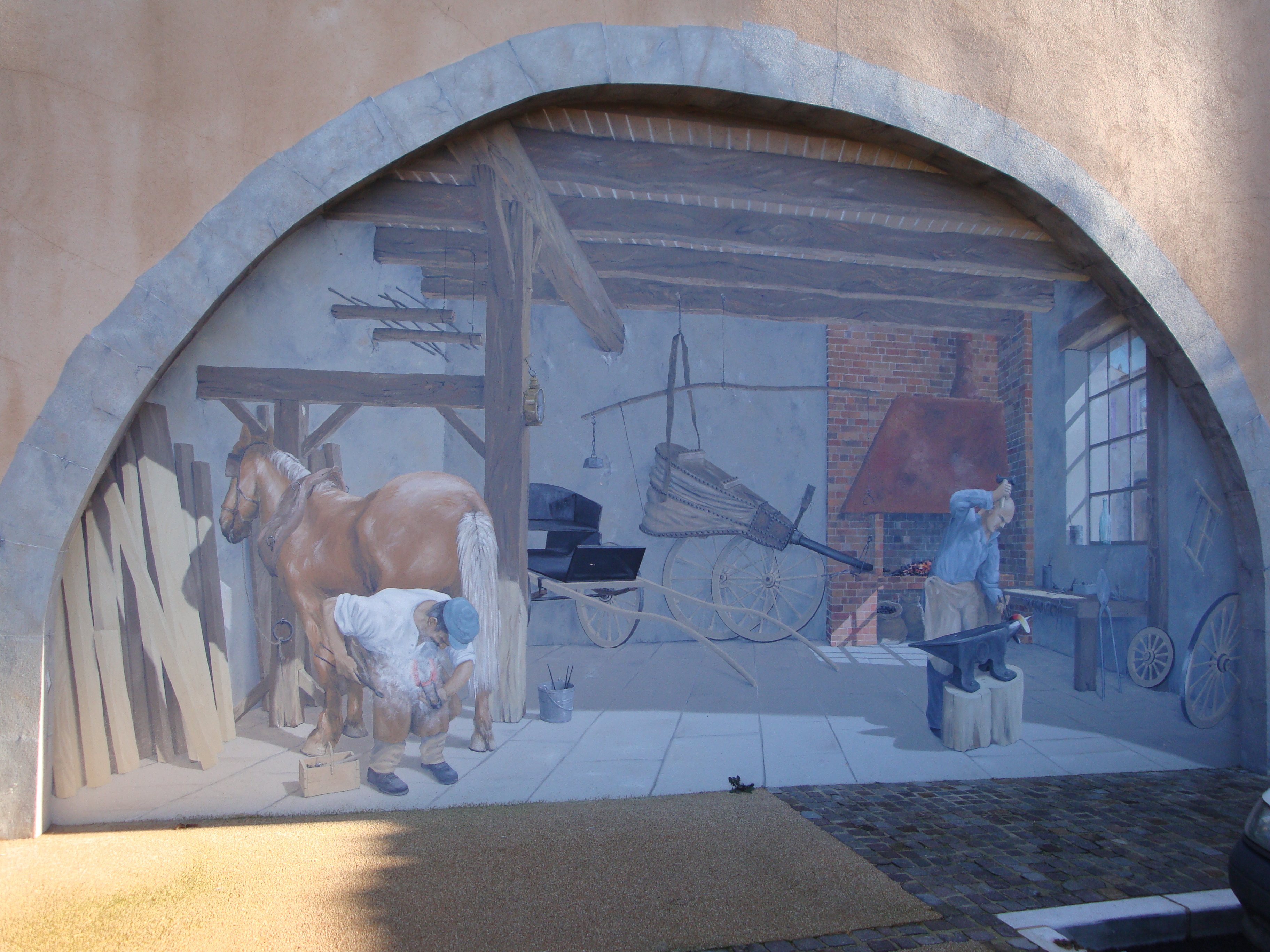
Fresque rue République.
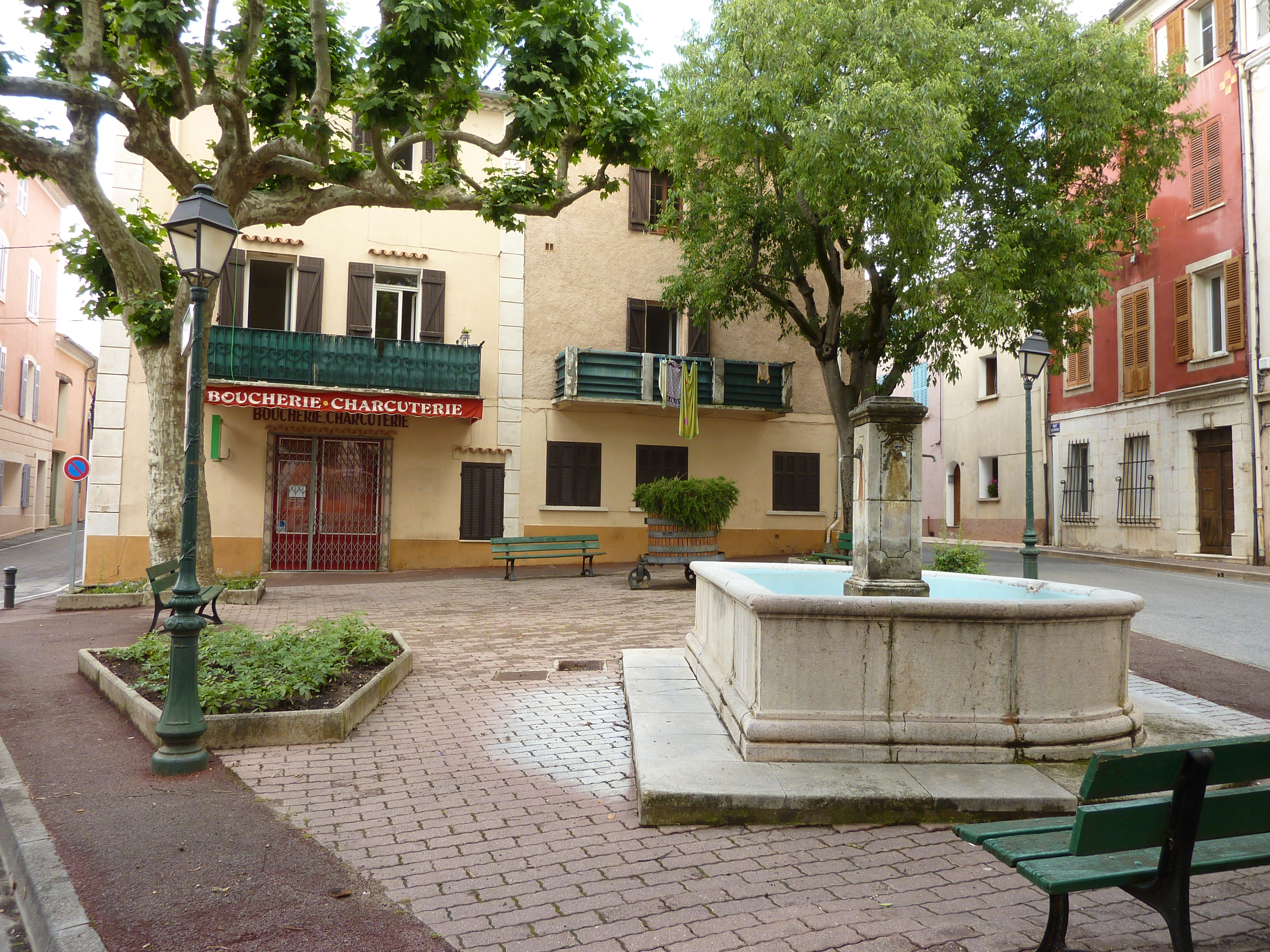
Place Pasteur.

#### Églises et monuments religieux
- Église paroissiale Notre-Dame-de-l'Assomption :

Elle date de la fin du XIXe siècle. Sa construction commence vers 1859, par l'entrepreneur Amic sur un projet de l'architecte Rougier. Un nouveau projet est dressé en 1866 par Henri Revoil, architecte diocésain. Les travaux sont effectués par les entrepreneurs toulonnais Pascal Gassier et Léandre Reynier. Un 1er acte de réception de l'ouvrage est dressé en  1871) et elle est achevée en 1873. Son style s'inspire des églises romanes des XIe et XIIe siècles. À l'intérieur on peut voir une fresque, en assez mauvais état, peinte par un artiste local représentant la descente de la croix et la mise au tombeau.
- Église paroissiale Notre-Dame-de-Salles :

Église reconstruite dans le troisième quart du XVIIe siècle sur l'emplacement de l'ancienne église paroissiale. Les travaux sont réalisés par Jean Carles maître maçon de Besse-sur-Issole et Guillaume Amic maître maçon au Luc. La réception des travaux a lieu en 1673. Elle fut l'église paroissiale jusqu'en 1871, puis elle fut vendue en 1924. Depuis, le clocher et la première travée se sont écroulés. Désaffectée, elle a servi de salle de cinéma jusque dans les années 1970. Rénovée, elle sert aujourd'hui de salle de conférence et cinéma itinérant.
- Chapelle Saint-Roch :

Située dans le village à l'angle de la route menant à Gonfaron et de celle de Pignans. Cette chapelle a été construite par Reboul, maçon à Besse-sur-Issole, à la suite d'un vœu fait par les Flassanais pendant la peste de 1722, en l'honneur de saint Roch pour sa protection contre celle-ci, un autel lui est consacré, avec un tableau le représentant. La façade et le clocher arcade ont été refaits au XIXe siècle.
- Chapelle Saint-Antoine[63].
- Notre-Dame-de-Consolation[64] :

Construite en 1559 dans le vieux Flassans (Ville), elle fut restaurée dans les années 1970, et on peut y voir un tableau avec la Vierge consolatrice.
- Chapelle de Saint-Bernard[66],[67].
- Chapelle Saint-Aquilée (saint Achille)[68] :

Depuis longtemps en ruine, elle se situe sur les hauteurs sud de Flassans, à proximité du quartier des  Planes. Sa construction avait été autorisée en 1672 par l'évêque de Fréjus, en remplacement d'une ancienne chapelle.
- Ancienne chapelle Saint-Joseph[70] :
- Chapelle seigneuriale de Blanquefort[71] :
- Monument aux morts de la guerre de 1914-1918[72],[73].

#### Autres lieux remarquables

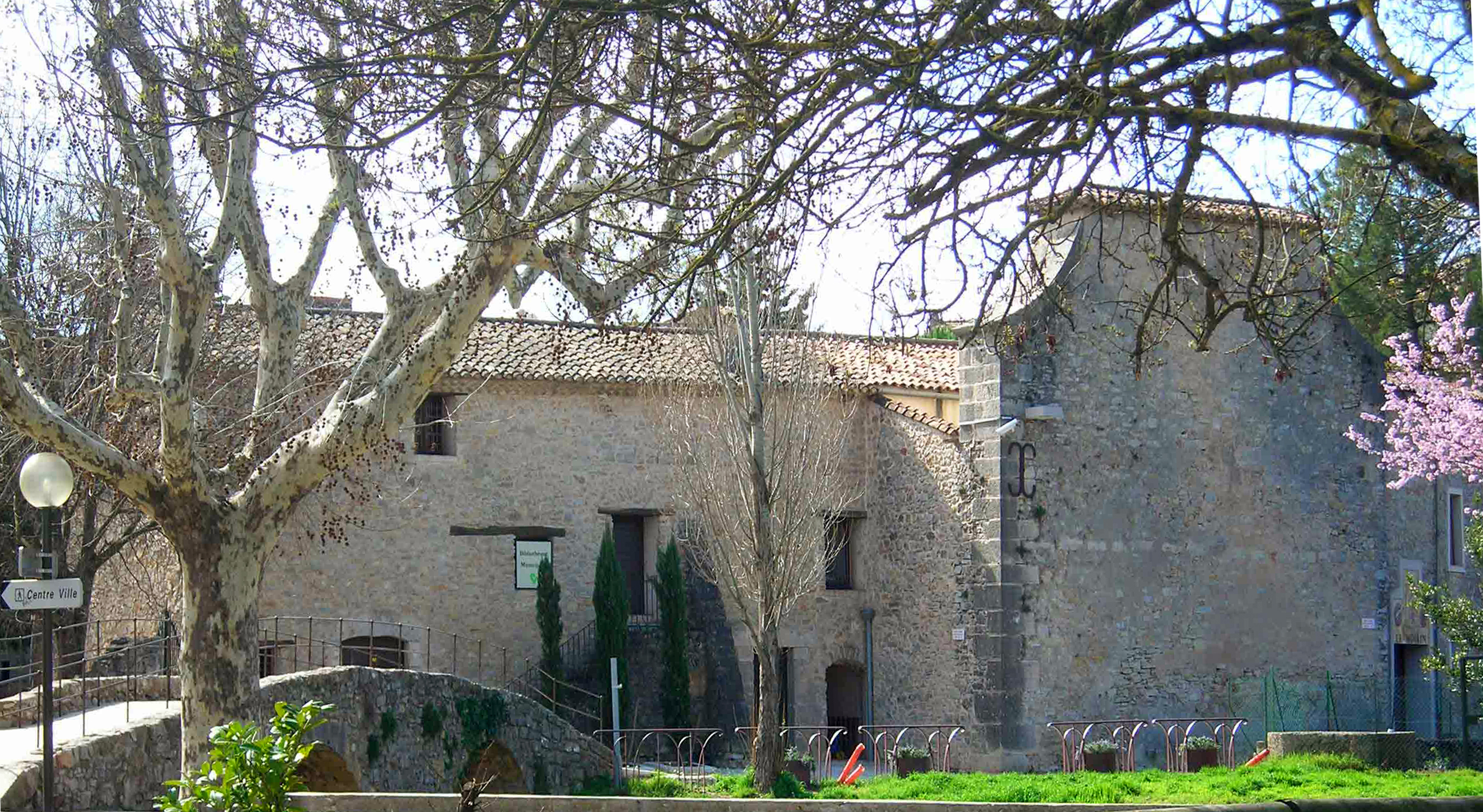
Le moulin.
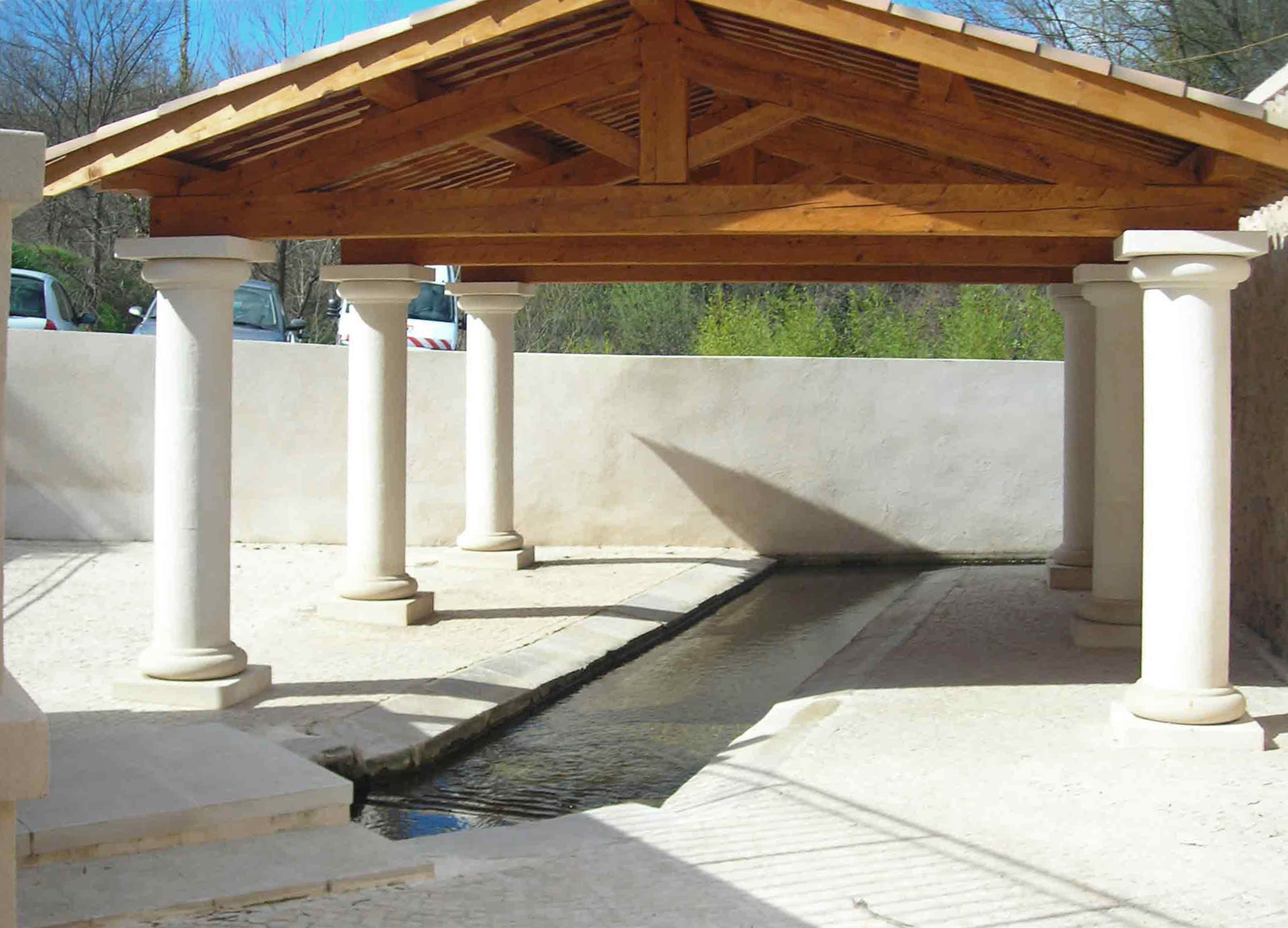
Le vieux lavoir.
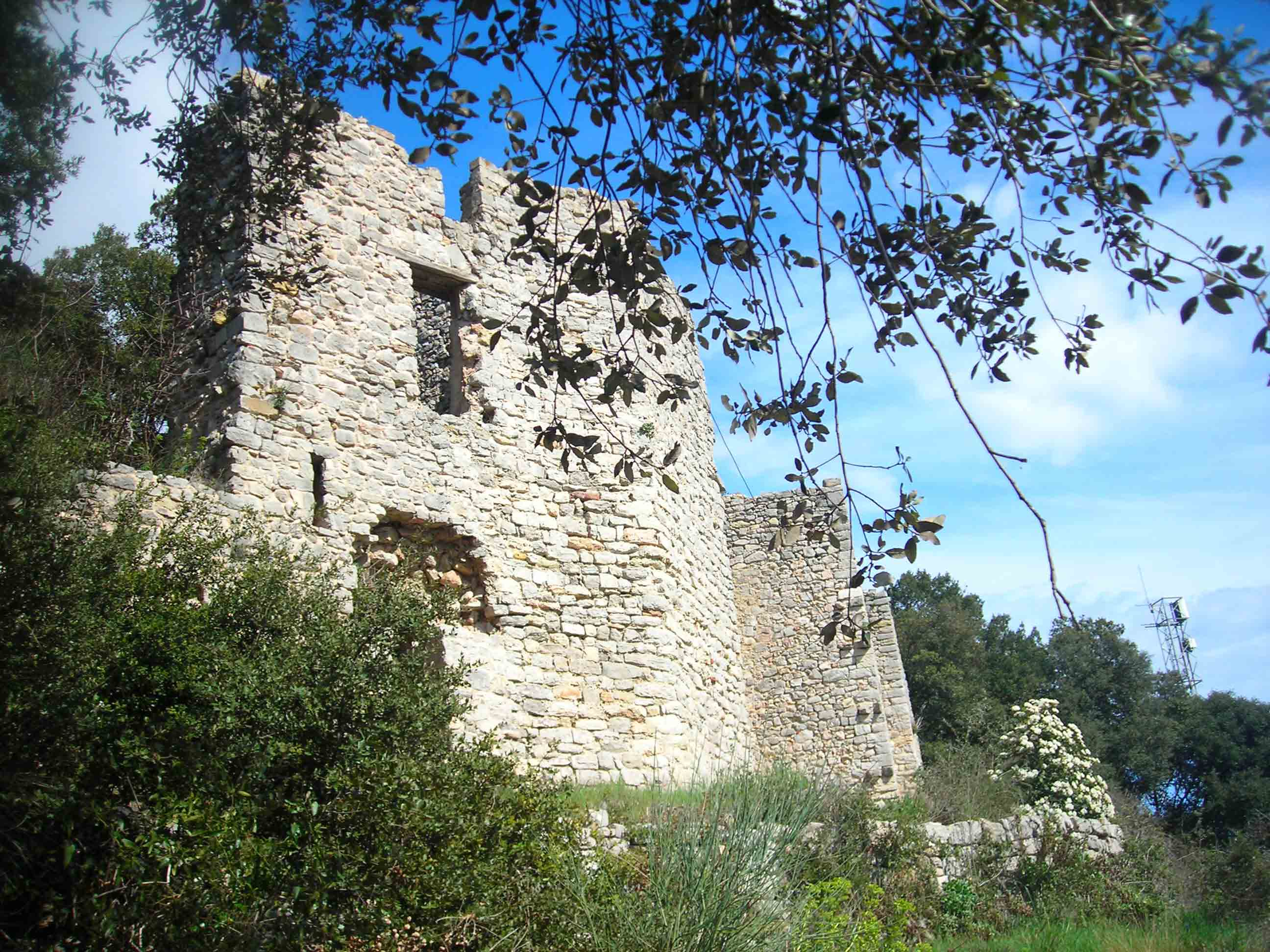
Les ruines à "ville".

- la tour de l'horloge[74].
- Pont romain[75].
- Pont d'Italie ; Petit Candumy[76],[77].
- Oppidums : site Mauniers[78], site Candumy[79].
- le moulin à huile :

Ce moulin ne figure pas sur le cadastre de 1812 mais pourrait dater des années 1820. Acheté par la commune de Flassans, il a été restauré et transformé en salle polyvalente dans les années 1980, et sert, entre autres, aujourd'hui de bibliothèque municipale.
- le lavoir Saint-Michel : date du milieu du XIXe siècle[81].
- Les ruines du château dit "des Ponteves"[82],[83]: situé sur les hauteurs nord du village[84],[85],[86].
- La ferme de Saint-Charles, dite château Saint-Charles, propriété de la famille de Chevron Villette[87].

### Personnalités liées à la commune
Louise-Adélaïde de Bourbon-Condé, appelée mademoiselle de Condé, avait hérité de sa mère, la princesse de Rohan-Soubise, épouse en premières noces de Louis-Joseph de Bourbon, des biens situés en Provence, dont ceux de Flassans.
James Daw alias Dawes, baron de Flassans avec institution de majorat par lettres patentes du 21 août 1828, né le 14 novembre 1799 à St. Helens de l'Ile de Wight et décédé le 18 juillet 1831 à l'hôtel Meurice à Calais d'un mal inexpliqué (peut-être a-t-il été empoisonné) et inhumé à St-Helens. Le baron de Flassans fut écuyer ordinaire et directeur des chasses et équipages du prince de Bourbon-Condé dont il reçut 200 000 francs et hérita huit chevaux, cinq voitures, une calèche de voyage, une diligence de ville et un tilbury. Il était le propre neveu de Sophie Dawes, baronne de Feuchères, maîtresse de Louis VI Henri de Bourbon-Condé.
Bernard Gavoty : né à Paris en 1908, d'une famille originaire de Provence où son père, puis lui-même, possédait un domaine important "Campdumy" à Flassans-sur-Issole. Il fut organiste, critique musical, puis producteur d'émission de télévision ("Le monde de la musique", Anicroche", "les grands mystères de la musique"…).
Jean V de Pontevès dit le comte de Carcès, est né en 1510 et est mort le 20 avril 1582 à Flassans. Capitaine français des guerres de religion, ayant opéré essentiellement en Provence.
Emile Zola s'inspire du nom de Flassans pour le nom de la ville d'origine de la famille des Rougon Macquart, notamment dans le roman La Conquête de Plassans.

### Héraldique
|  | Les armoiries de Flassans-sur-Issole se blasonnent ainsi : De sinople à la brebis paissante d'or. |

### Foires et fêtes
- 12 mai à Saint-Achquilée, n'est plus fêté depuis des décennies ;
- 20 août (Saint-Bernard) ;
- 15 août (fête locale) ;
- Vendredi : marché sur la place de la Mairie ;
- Chaque premier et 3e dimanche du mois : brocantes (voir blog "FLASSANS").

Lire Itinéraires de mémoire du centre Var, édition Daric Axel Graisely, préface maire de Cabasse Régis Dufresne,  (ISBN 291602705 X)/.